# Asarum cordifolium
Asarum cordifolium là một loài thực vật có hoa trong họ Aristolochiaceae. Loài này được C.E.C.Fisch. mô tả khoa học đầu tiên năm 1930.